# Asarçayı, Oğuzlar
Asarçayı là một xã thuộc huyện Oğuzlar, tỉnh Çorum, Thổ Nhĩ Kỳ. Dân số thời điểm năm 2010 là 87 người.